# نادي كيزيلجار
نادي كيزيلجار هو نادي كرة قدم كازخستاني من مدينة بتروبافل يلعب حالياً في دوري كازاخستان الممتاز.